# Simulium arboreum
Simulium arboreum är en tvåvingeart som beskrevs av Takaoka 2006. Simulium arboreum ingår i släktet Simulium och familjen knott.
Artens utbredningsområde är Filippinerna. Inga underarter finns listade i Catalogue of Life.